# Blue Turns to Grey
«Blue Turns To Grey» —en español: «El azul se torna gris»—, es una canción escrita por Mick Jagger y Keith Richards. Primeramente fue lanzada por varios artistas como sencillo, hasta que The Rolling Stones la grabaron y la incluyeron en su álbum December's Children (And Everybody's) a finales de 1965.
El tema apareció por primera vez en febrero de 1965 cuando Dick and Dee Dee y The Mighty Avengers lanzaron versiones de la pista como sencillos. Otra versión fue lanzada poco después por Tracey Dey, editada por Amy Records. Este sello acreditó la canción a nombre de "K. Richard-A. Oldham". Oldham es el apellido del entonces director / productor de The Rolling Stones, Andrew Loog Oldham.
El crítico de Allmusic Matthew Greenwald escribió sobre la canción: "Otro gran paso adelante para el equipo de compositores Jagger / Richards, «Blue Turns To Grey» los muestra centrándose en un proceso de pensamiento emocional un poco más maduro, y esto la hace diferente de sus esfuerzos anteriores. Una melodía muy dulce y francamente delicada casi pone esta canción en la categoría folk rock, pero la boda entre el soul y pop es el principal empuje aquí, por lo que es uno de los mejores momentos del lado B de December's Children (And Everybody's)".

## Personal
Acreditado:
- Mick Jagger: voz.
- Keith Richards: guitarra eléctrica, coros.
- Brian Jones: guitarra eléctrica.
- Bill Wyman: bajo, coros.
- Charlie Watts: batería.

## Versiones de otros artistas
También fue lanzada por Cliff Richard junto con The Shadows, el 18 de marzo de 1966, convirtiéndose en un hit que alcanzó el puesto número 15 en el Reino Unido.
Flamin' Groovies lanzó una versión de la canción en su álbum de 1978, Flamin' Groovies Now.